# غراتسيا ماريا بينتو
غراتسيا ماريا بينتو (بالإيطالية: Grazia Maria Pinto)‏ (ولدت كاتانيا، 22 أبريل 1988) عارضة أزياء وممثلة إيطالية، توجت ملكة جمال الكون إيطاليا 2012 في 31 أغسطس 2012 في حديقة رينبو ماجيك لاند
في روما. كجزء من جائزتها، فازت غراتسيا ماريا بإقامة لمدة أسبوع في بنما، من 15 إلى 22 أكتوبر، لحضور أكاديمية كاتي بوليدو الدولية المرموقة، حيث تلقت تدريبًا مكثفًا في جميع مجالات المنافسة لمساعدتها في الاستعداد لمسابقة ملكة جمال الكون.
في 19 ديسمبر 2012، شاركت في مسابقة ملكة جمال الكون 2012، التي أقيمت في لاس فيغاس، نيفادا، لكنها فشلت في الحصول على مكان في الدور نصف النهائي.

## روابط خارجية
- الموقع الرسمي على ملكة جمال الكون إيطاليا